# Miroslav Kalousek
Miroslav Kalousek (* 17. prosince 1960 Tábor) je bývalý český politik, spoluzakladatel a bývalý předseda TOP 09 a předtím KDU-ČSL. V letech 2007–2009 byl ministrem financí druhé Topolánkovy vlády, v letech 2010–2013 ministrem financí v Nečasově vládě. V letech 1998–2021 byl poslancem Parlamentu České republiky, mezi roky 1998–2010 za KDU-ČSL, mezi roky 2010–2021 za TOP 09. V období 2003–2006 byl předsedou KDU-ČSL. V červnu 2009 z KDU-ČSL odešel, založil novou politickou stranu TOP 09 a do roku 2015 byl jejím prvním místopředsedou, v letech 2015–2017 předsedou. Od listopadu 2013 do prosince 2015 byl předsedou Poslaneckého klubu TOP 09 a Starostové a v letech 2017–2021 předsedal samostatnému Poslaneckému klubu TOP 09. Na poslanecký mandát rezignoval v lednu 2021 v souvislosti s nadcházející volební kampaní, když předem odmítl opět kandidovat do dolní komory. Dne 1. října 2024 z TOP 09 odešel.
Před vstupem do vysoké politiky pracoval na Úřadu vlády ČR. Byl odborným poradcem místopředsedy vlády, ředitelem odborů poradců místopředsedy vlády ČSFR a náměstkem ministra obrany, odpovědným za rozpočet a akviziční procesy.

## Biografie

### Mládí a předlistopadové období
Narodil se 17. prosince 1960 v Táboře. Vystudoval Vysokou školu chemicko-technologickou v Praze, kde v roce 1984 získal titul inženýra. Jak později sám uvedl, kvůli možnosti studia na vysoké škole vstoupil do Socialistického svazu mládeže. Od roku 1984 do roku 1990 pracoval jako technolog a referent investičního útvaru ve výrobním podniku Mitas Praha n.p. V té době byl také mluvčím Občanského fóra.[zdroj?]

### Počátky kariéry a působení ve vládních úřadech
V roce 1984 se stal členem Československé strany lidové v Praze 10, kde byl až do svého přestupu do TOP 09 v roce 2009. Od roku 1990 působil ve státní správě, v letech 1990–1992 na Úřadu vlády ČR jako odborný poradce místopředsedy vlády ČR se zaměřením na otázky ekonomické transformace. Od července 1992 působil v Úřadu vlády ČSFR jako ředitel odboru poradců místopředsedy vlády ČSFR.
V období transformace vlastnických vztahů v ČR zastupoval Miroslav Kalousek vládu ČR v několika řídících funkcích v hospodářské sféře: v letech 1991–1992 byl rozhodnutím ministra zemědělství členem dozorčí rady Jihočeských pivovarů, v letech 1992–1994 usnesením vlády ČR působil jako člen správní rady a jednatel Západočeských pivovarů. Roku 1994 byl usnesením Poslanecké sněmovny zvolen do funkce člena prezídia Pozemkového fondu ČR, kterým byl do roku 1996. V letech 1993–1998 zastával post náměstka ministra obrany ČR, staral se o finanční řízení resortu, armádní restrukturalizace i řízení armádních zakázek.
V roce 1997 podepsal kupní smlouvu s developerskou firmou EPF na areál kasáren u pražského náměstí Republiky. Z obchodu nakonec sešlo a následné odškodnění firmy stálo stát stovky miliónů korun.

### Vzestup na politické scéně
V roce 1998 byl za KDU-ČSL zvolen do Poslanecké sněmovny Parlamentu České republiky, když svůj mandát získal až v tzv. druhém skrutiniu. Stal se členem Hospodářského výboru, Výboru pro obranu a bezpečnost a Stálé komise pro kontrolu činnosti Vojenského obranného zpravodajství PČR. Mezi lety 1999–2001 byl místopředsedou KDU-ČSL, v té době byla součástí tzv. Čtyřkoalice. Byl členem stínové vlády Čtyřkoalice pro resort průmyslu a obchodu. V letech 2000–2002 byl členem vyšetřovací komise a předsedou sněmovní vyšetřovací komise pro objasnění rozhodování státu v IPB.
Ve funkčním období Poslanecké sněmovny PČR 2002–2006 působil jako předseda rozpočtového výboru. V roce 2005 na tuto funkci rezignoval, poté co bylo podáno trestní oznámení na jeho manželku pro nezaplacení dědické daně. Toto obvinění se však nepotvrdilo. Miroslav Kalousek prohlásil, že podání trestního oznámení pro nezaplacení dědické daně na jeho manželku je vykonstruovaná lež, která může ještě více ohrozit už tak otřesenou důvěru veřejnosti v politiku: „Rezignuji proto na funkci předsedy rozpočtového výboru Poslanecké sněmovny Parlamentu České republiky. Činím tento krok jako nezbytný vklad k politické kultuře naší země. Proti původcům pomluv a křivých obvinění budu postupovat právní cestou. Jsem totiž přesvědčen, že k politické kultuře patří i předpoklad, že pomluvy a křivá obvinění nelze realizovat beztrestně.“ Podle politologa Bohumila Doležala šlo pouze o spektakulární krok, jehož účelem bylo naznačit tehdejšímu premiérovi Stanislavu Grossovi, že je proti němu morálním politikem a že by Gross měl proto rezignovat na funkci předsedy vlády. Jiní pak soudili, že pokud by to Kalousek učinil skutečně ve snaze zvýšit politickou kulturu v zemi, rezignoval by i na další své funkce, např. na funkci poslance nebo předsedy strany.

### Předseda KDU-ČSL
V roce 2003 byl v Ostravě na sjezdu KDU-ČSL zvolen předsedou strany. Tento post obhájil i v roce 2005 na sjezdu v Plzni. Pod jeho vedením získala KDU-ČSL v krajských volbách roku 2004 12,5 % rozdělovaných mandátů, což je o jednu šestinu více krajských zastupitelů než měla předtím. Uspěla i ve volbách do Evropského parlamentu, kde získala dva mandáty.
Na jaře 2005 média poukázala na nejasné okolnosti, za kterých M. Kalousek s manželkou přišli k nemovitostem. Luxusní byt v Praze na Veleslavíně prý koupil jeho švagr Lubomír Kašák, když předtím od své sestry, Kalouskovy manželky, dostal směnku na šest a půl milionu korun a následně byt Kalouskovým pronajal. Podle analytika BBC Daniela Kaisera tento případ „vykazuje všechny známky praní politikových peněz“. Podnikatel Kašák byl vyšetřován policií kvůli korupci na příbramské radnici a byl v září 2002 v Solenici na Příbramsku zastřelen svým obchodním partnerem Zdeňkem Němcem, který poté spáchal sebevraždu. Nedlouho poté Kašákova vdova převedla byt na Kalouskovy. Ke kauze se vyjádřil i otec Lubomíra Kašáka František Kašák: „Směnku na 6,5 mil. Kč podepsal můj syn ing. Lubomír Kašák své sestře ing. Radce Kalouskové, CSc., na základě dohody se mnou. Od počátku 90. let jsem veškeré své úsilí a úspory věnoval na podporu podnikání svého syna. V roce 1999 jsem se rozhodl jako otec obou dětí učinit narovnání, jak je podělit stejným dílem. Částka 6,5 mil. Kč odpovídala profitu, který představoval příslušný díl mé pomoci do začátku podnikání, a výnosů z mé spolupráce ve firmách KANAKO Příbram a IDOS Praha. Jako nejvhodnější instrument tohoto narovnání se nám po vzájemné dohodě jevil závazek s časovým odkladem – tedy směnka. Toto narovnání jsem učinil podle svého nejlepšího svědomí a dodnes ho pokládám za správné.“
Po patovém výsledku voleb v roce 2006 se v čele KDU-ČSL pokoušel společně s ODS a Stranou zelených vytvořit vládu. Dne 24. srpna 2006 předseda ČSSD Jiří Paroubek veřejně nabídl lidovcům účast v menšinové vládě s tolerancí KSČM. Kalousek nabídku přijal i přes své dřívější sliby voličům, že se KDU-ČSL rozhodně nebude podílet na vládě podporované komunisty. Považoval to za nezbytnou cenu za zachování politické plurality a návrat k poměrnému systému. Se souhlasem předsednictva začal jednat o koalici a záměr byl následující den předložen celostátnímu výboru strany, který jej zamítnul. Předseda Kalousek a část místopředsedů pak rezignovali na vedení ve straně.
Záměr účasti v levicové vládě s podporou komunistů byl provázen ostrou kritikou uvnitř KDU-ČSL, zejména od komunálních politiků. Kalousek plán koalice vysvětloval tak, že to byl jediný způsob, jak zabránit nové a horší opoziční smlouvě a ztrátě významu lidovecké strany. Menšinová vláda ODS s podporou ČSSD by podle něj znamenala, že obě strany se budou podílet na vládě a jedna z nich si bude hrát na opozici a skutečná opozice nebude slyšet. A dále by podle něj hrozila změna volebního systému na většinový, protože to bylo v zájmu obou velkých stran. Pro rezignací se prý vzhledem k patové situaci rozhodl už dříve.

### Po odstoupení z funkce předsedy KDU-ČSL

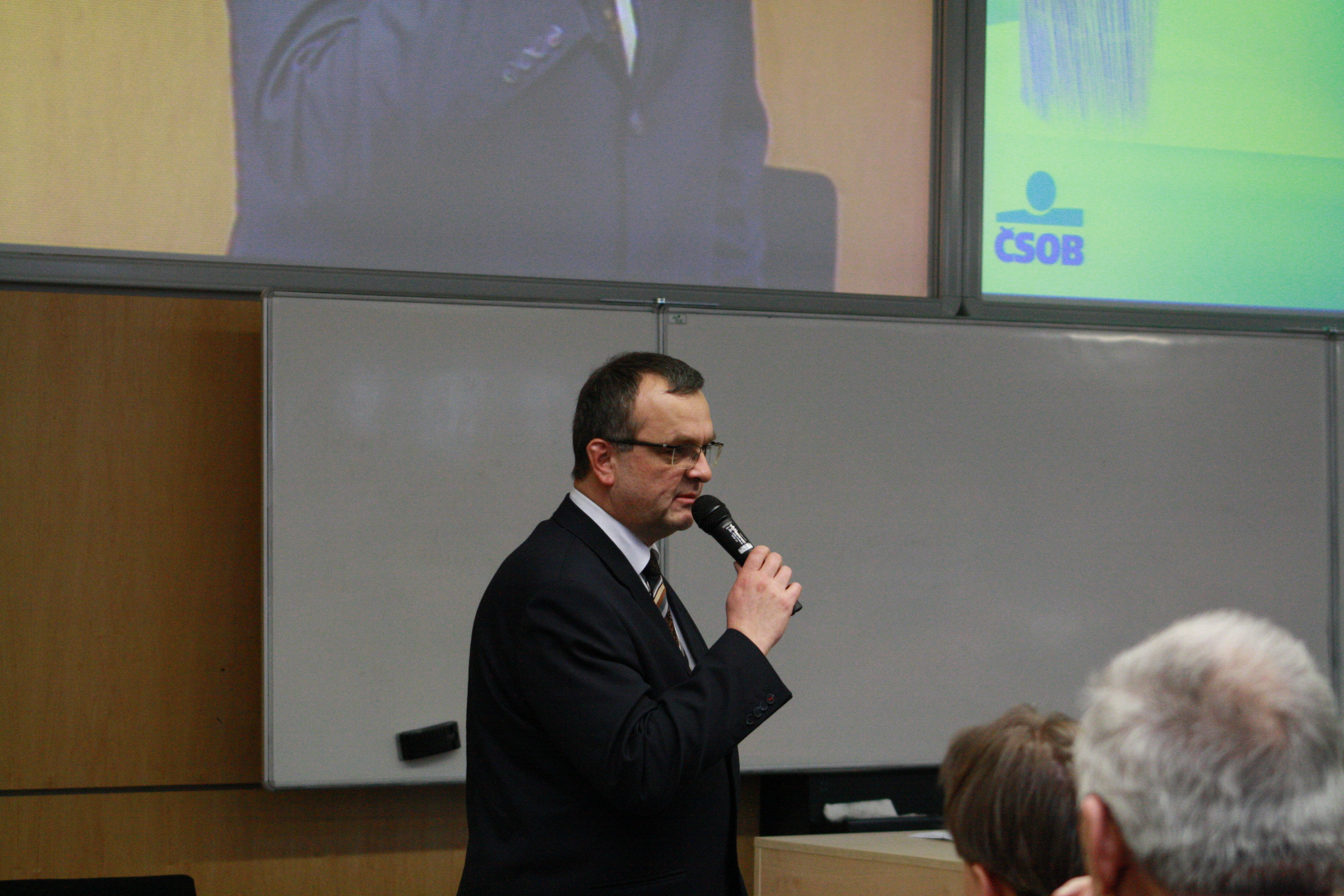
Miroslav Kalousek na konferenci „Firma a konkurenční prostředí“ na Mendelově univerzitě v Brně

Po odstoupení z funkce předsedy KDU-ČSL v roce 2006 zůstal členem strany. Ve stejném roce kandidoval do zastupitelstva města Bechyně a získal zde třetí nejvyšší počet voličských hlasů. Mezi lety 2007 a 2009 byl ministrem financí ve vládě Mirka Topolánka, do 9. ledna 2007 zastával post místopředsedy rozpočtového výboru a také byl členem kontrolního výboru. Kalouskem vedené ministerstvo financí připravilo státní rozpočet na rok 2008 s deficitem 19,37 miliardy korun, což byl nejnižší schodek od roku 1997. Byl nižší i díky tomu, že Kalousek oproti předešlým letům mezi příjmy státního rozpočtu započítal peníze z rezervních fondů ve výši desítek miliard korun. Stejně tak učinil i v roce 2009. Původně plánovaný deficit 38,1 miliardy pro rok 2009 se kvůli propadu ekonomiky způsobený světovou hospodářskou krizí nepodařilo splnit a rozpočet skončil se schodkem 192,39 miliardy, a to byl až do roku 2020 rekordní deficit státního rozpočtu v dějinách České republiky. Během českého předsednictví v Radě EU byl (od ledna do května 2009) předsedou Rady Evropské unie pro hospodářské a finanční záležitosti.[zdroj?]
Později v rámci kampaně před volbami do PSP v roce 2010 rozesílala strana TOP 09 občanům symbolické složenky na úhradu jejich podílu na státním dluhu. Cílem složenek mělo být upozornit občany na rostoucí zadlužení České republiky. Kalousek k tomu dodal: „To není dluh někoho jiného, zaplatit ho budeme muset všichni.“ Tato kampaň vyvolala ve společnosti spíše negativní reakce.
V roce 2009 z funkce ministra financí podepsal dohodu s japonskou investiční bankou Nomurou, čímž ukončil spor, který byl veden od roku 2000. Nomura žalovala český stát o náhradu škody ve výši 120 miliard korun, a to kvůli zastavení činnosti Investiční a poštovní banky (IPB). Nomura poté žaloby u soudu stáhla.
Z funkce ministra financí hájil zadání více než stomiliardové veřejné zakázky na odstraňování ekologických zátěží jediné firmě. "Během šestnácti let bylo vyčištěno pouze 32 procent postižených lokalit a odstraněno pouhých 26 procent škod – měřeno očekávaným objemem prací," uvedlo ministerstvo. "Místo dalších 20 let by tak ekologické škody mohly být odstraněny do roku 2015," argumentoval Kalouskův úřad. Po Kalouskově odchodu v květnu 2009 chtělo ministerstvo financí v tendru pokračovat. Důvodem mělo být, že by se díky tendru podařilo částku na odstranění ekologických závazků státu, které vznikly před rokem 1992, snížit. Pokud by se ekologické škody odstraňovaly zadáváním jednotlivých zakázek, nestihl by stát podle ministerstva do roku 2015 dostát svým závazkům. Ty jsou právně vymahatelné a při jejich nesplnění mohou státu hrozit žaloby nebo arbitráže. Podle české pobočky organizace Transparency International jde o neuvážený experiment s veřejnými prostředky, který by údajně zatížil státní rozpočet zbytečně nejméně o 30 miliard korun. K záměru na jedinou zakázku se kriticky vyjádřila také Hospodářské komora ČR.

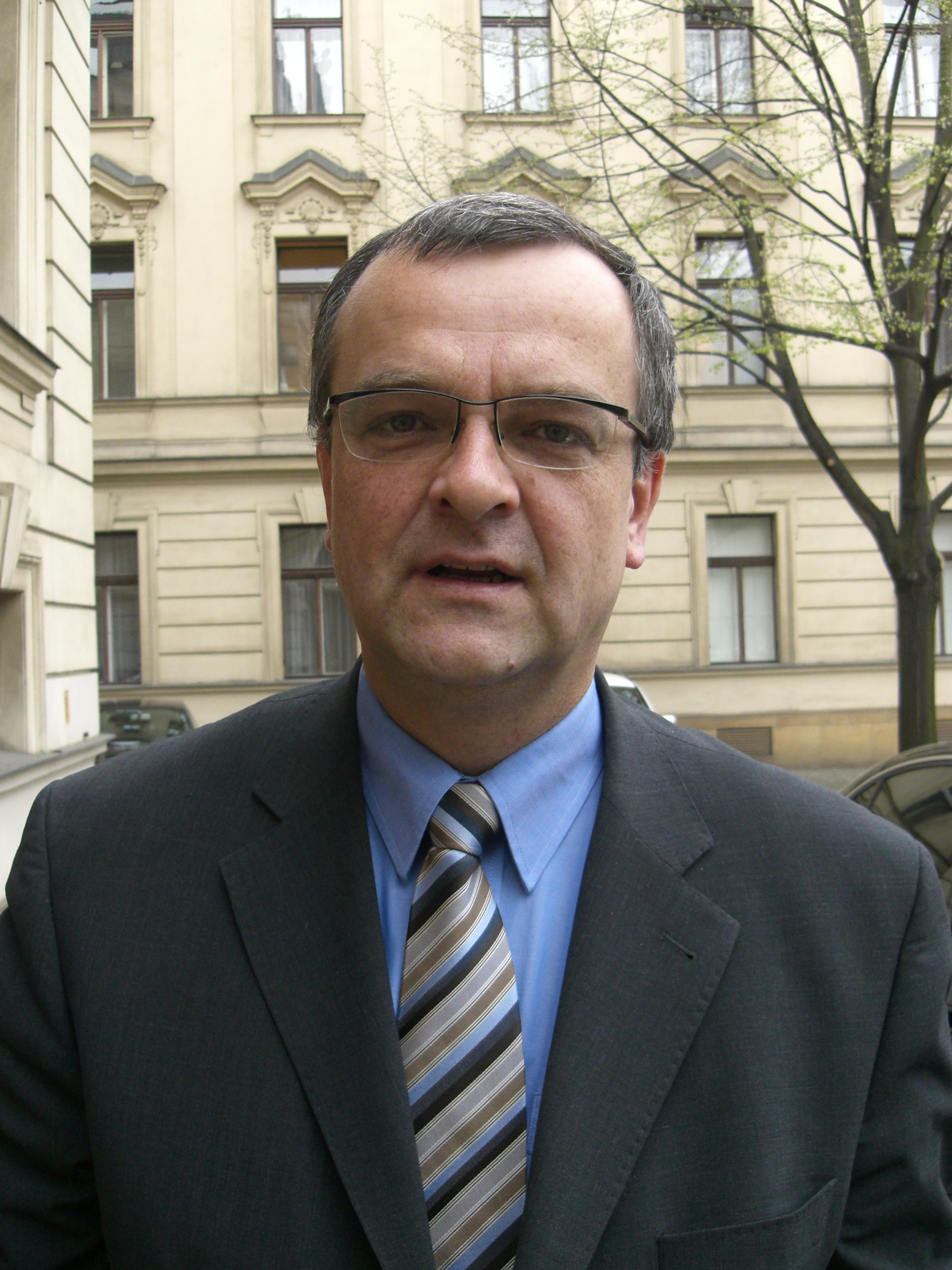
Miroslav Kalousek jako ministr financí, 2007

Do druhého kola tendru postoupily tři firmy, z nichž nejnižší nabídku podala firma Marius Pedersen Engineering za 56,8 miliardy korun. On sám však nedoporučil tuto nejnižší nabídku přijmout. Předseda vlády Petr Nečas poté oznámil, že žádného uchazeče nevybere a projekt se uzavře. V prosinci 2011 vláda zakázku na odstranění ekologických škod zrušila.
V této době proběhla další kauza, a sice ohledně smlouvy mezi státem a společností OKD. Miroslav Kalousek byl v souvislosti s touto kauzou několikrát kritizován za liknavý postup a člen ČSSD Lubomír Zaorálek jej otevřeně obvinil z nečestného jednání. Podle něj v uplynulých dvou letech ministerstvo svůj přístup zlepšilo, ale odmítá vést soudní spory, které jsou předem prohrané. Ještě před odchodem z funkce ministra financí dal podnět k auditu v bytovém fondu, o který se jednalo.
Jinou kauzou spojenou s jeho osobou v té době bylo povolení internetového sázení českým firmám v rozporu se stanoviskem KDU-ČSL. Tehdejší předseda strany Jiří Čunek tvrdil, že v roce 2008 KDU-ČSL dostala nabídku sponzorského daru osm až deset milionů korun od firmy Penta Investments za umožnění sázení přes internet. Kalousek nařčení z přijetí úplatku odmítl s vysvětlením, že povolení kurzovního sázení po internetu začalo platit pro všechny české společnosti, které o to žádaly, nikoliv jen pro Pentu.
V roce 2009 po 25 letech ukončil své členství v KDU-ČSL. Někteří členové strany jej obviňovali z přílišných sympatií k ODS. Své rozhodnutí Miroslav Kalousek komentoval pro iDnes.cz: „V mé straně teď sílí názor, že sociální spravedlnost znamená rovnou spotřebu. To je politika, kterou já nemohu dělat. Na tom nic nemůže změnit volba toho či onoho předsedy.“

### Vznik TOP 09

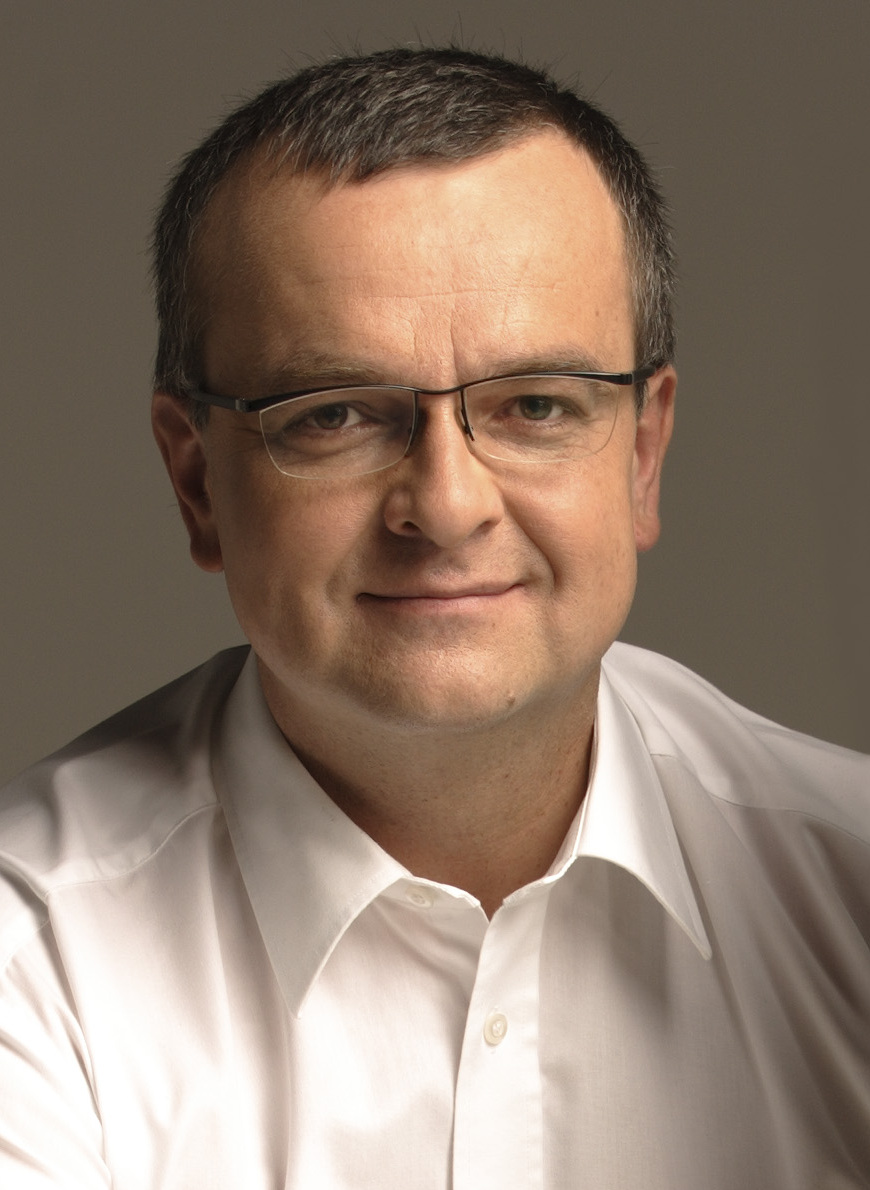
Miroslav Kalousek

Miroslav Kalousek pět měsíců před předčasnými sněmovními volbami roku 2009 přemýšlel o založení nové strany. Jako ideologii pro svou stranu zvolil pravicový konzervatismus a název TOP 09. Vznik své strany podmínil podporou Karla Schwarzenberga, ten jeho nabídku přijal. V listopadu na Ustanovujícím sjezdu TOP 09 byl zvolen 1. místopředsedou strany. Pro sněmovní volby roku 2010 byl lídrem TOP 09 ve Středočeském kraji.
Dne 2. října 2009 novinářka Sabina Slonková zveřejnila na portálu Aktuálně.cz informaci, že největší sponzor TOP 09 vede od roku 2005 soudní spor se státem o více než 70 milionů korun. Brněnský podnikatel Dušan Novotný věnoval straně TOP 09 11 milionů korun. Firma Orgapol, ve které Dušan Novotný působí, vyžaduje od ministerstva financí náhradu škody, která měla být způsobená při dodatečném vyměření daně finančním úřadem. Firma Orgapol podala žalobu v době, kdy působil ve funkci ministra financí. Soudní při potvrdil Úřad pro zastupování státu ve věcech majetkových, ale detaily odmítl zveřejnil s odkazem na povinnosti mlčenlivosti u pravomocně neukončeného sporu. Podle Novotného dar pro TOP 09 se sporem nijak nesouvisel a uvedl, že nemá důvod si politiky finančně zavazovat. Miroslav Kalousek k tomu uvedl: „Jedná se o soudní spor o náhradu škody, která dle názoru vedení Orgapol, a. s., vznikla společnosti chybným postupem Finančního úřadu. V roce 2007 navrhl Orgapol, a. s., Ministerstvu financí mimosoudní vyrovnání. Tehdejší ministr financí Miroslav Kalousek ve shodě s názorem škodní komise Ministerstva financí požadovanou částku odmítl vyplatit. Spor tak řeší nezávislý soud standardním postupem. Pokud by existovala jakákoliv účelová vazba mezi tehdejším ministrem financí a MVDr. Dušanem Novotným, nebylo by nic snazšího než na mimosoudní vyrovnání přistoupit a požadovanou částku vyplatit. TOP 09 tak pokládá oba dva dary od fyzických osob za zcela transparentní a věrohodné.“

### Nečasova vláda

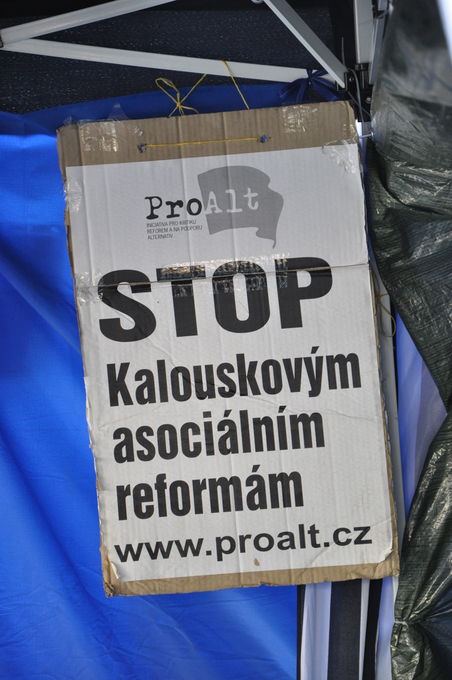
Leták iniciativy ProAlt proti Kalouskovým reformám (2011)

Ve sněmovních volbách roku 2010 získala TOP 09 16,7 % a podílela se spolu s ODS a Věcmi veřejnými na vzniku vlády premiéra Petra Nečase, kde Kalousek zastává funkci ministra financí. V průběhu března 2011 se dostal do sporu s ministrem obrany Alexandrem Vondrou v rámci aféry ProMoPro. Ministerstvo financí v lednu 2011 podalo trestní oznámení kvůli údajně podezřelé zakázce, kterou v době českého předsednictví bez soutěže získala od státu firma ProMoPro. Zakázka byla společnosti přidělena vládní sekcí pro české předsednictví vedená tehdy Alexandrem Vondrou. Podle Ministerstva financí není zřejmé, co stát získal asi za polovinu plateb firmě ProMoPro při českém předsednictví EU. Část peněz zhruba z půl miliardy korun údajně směřovala na podezřelé účty v Rakousku. V únoru 2011 zahájila protikorupční policie úkony trestního řízení kvůli možnému porušování povinnosti při správě cizího majetku. Doposud nepadlo žádné obvinění.
V roce 2010 souhlasil Kalousek jako ministr financí v Nečasově vládě s dočasným zvýšením DPH o 1 % na úhradu povodňových škod (2009, květen 2010, srpen 2010). V roce 2013 v rámci opatření proti ekonomické krizi Nečasova vláda zvýšila DPH z 10 na 15 a z 20 na 21 procent a lidem s platem nad 100 tisíc korun měsíčně byla zavedena původně dočasně solidární přirážka k dani z příjmů (tj. progresivní zdanění).
V létě 2012 vznikla podezření, že v souvislosti vyšetřováním předraženého nákupu letadel CASA a stíháním Vlasty Parkanové volal nejdříve policejnímu vyšetřovateli a později policejnímu prezidentovi, přičemž oběma měl vyhrožovat.

### Volební období 2013–2017

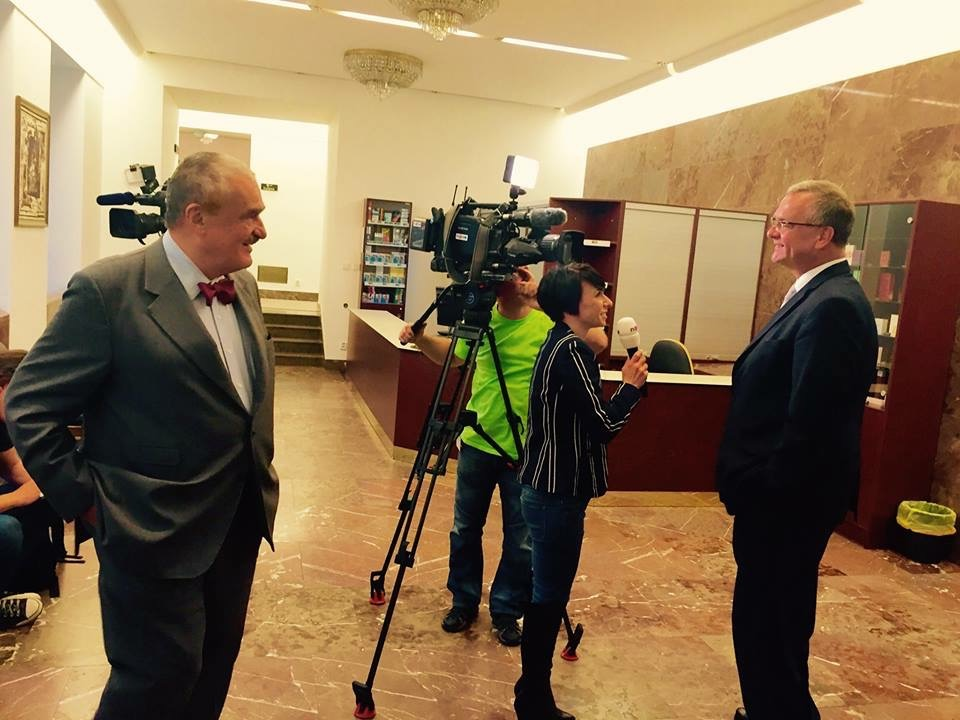
Miroslav Kalousek s Karlem Schwarzenbergem ve sněmovně

Ve volbách do Poslanecké sněmovny PČR v roce 2013 úspěšně kandidoval ve Středočeském kraji jako lídr TOP 09 a STAN. Získal 10 246 preferenčních hlasů, což byl nejvyšší počet ve Středočeském kraji. Po ustavení Poslanecké sněmovny kandidoval v první volbě na jejího místopředsedu, ale neuspěl ani v jednom kole, když získal nejdřív 62 a pak 73 hlasů. Hrozilo by tak, že přijde o přednostní právo na vystoupení v Poslanecké sněmovně PČR, a tak mu Petr Gazdík uvolnil místo předsedy Poslaneckého klubu TOP 09 a Starostové, který toto právo má (Gazdík se stal kandidátem na místopředsedu Sněmovny).
Na 3. celostátním sněmu TOP 09 v Praze byl 8. prosince 2013 opět zvolen prvním místopředsedou strany, když získal 157 hlasů ze 168 možných hlasů (tj. 93,5 %).
V roce 2015 jako poslanec Parlamentu ČR vystupoval proti ministrovi financí Andreji Babišovi, prodloužení povinného přimíchávání biopaliv a zavedení elektronické evidence tržeb.

### Komunální volby 2014 a 2018
V komunálních volbách v roce 2014 kandidoval jako člen TOP 09 na 9. místě kandidátky subjektu „Nezávislí a TOP 09“ do Zastupitelstva města Bechyně, avšak neuspěl (skončil jako první náhradník na třetím místě patnáctičlenné kandidátky).
Také v komunálních volbách v roce 2018 kandidoval jako člen TOP 09 na posledním 15. místě kandidátky subjektu „Nezávislí s podporou TOP 09“, ale opět neuspěl.

### Předseda TOP 09

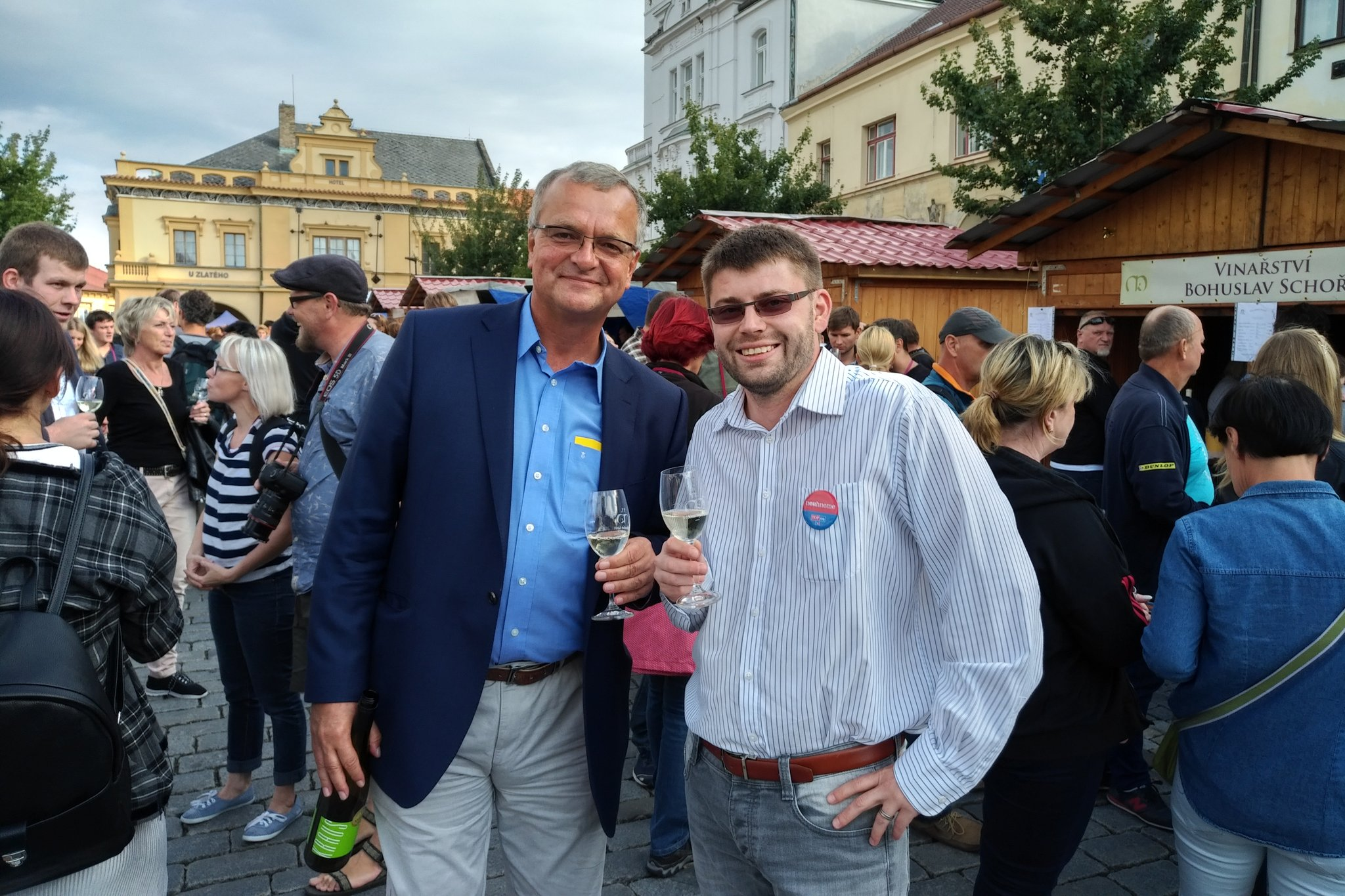
Miroslav Kalousek a Jan Jakob ochutnávají mělnické víno, 12. srpna 2017

Na 4. celostátním sněmu TOP 09, který se konal v Praze, byl dne 29. listopadu 2015 zvolen předsedou strany a nahradil tak Karla Schwarzenberga. Jako jediný kandidát obdržel 148 hlasů od 171 přítomných delegátů (tj. 87 % hlasů). Ve svém projevu při volbě zdůraznil, že chce svou politikou podporovat především menší a střední podnikatele, kvalifikované pracovníky a svobodnou tvůrčí inteligenci. Díky nim pak bude Česká republika „země vstřícná, přátelská a solidární ke všem svým občanům“.
Krátce po sněmu se vzdal místa předsedy Poslaneckého klubu TOP 09 a Starostové, na této pozici jej vystřídal František Laudát.
V březnu 2016 Kalousek vyzval Rusko k propuštění zajaté ukrajinské pilotky Nadi Savčenkové.

### Volební období 2017–2021

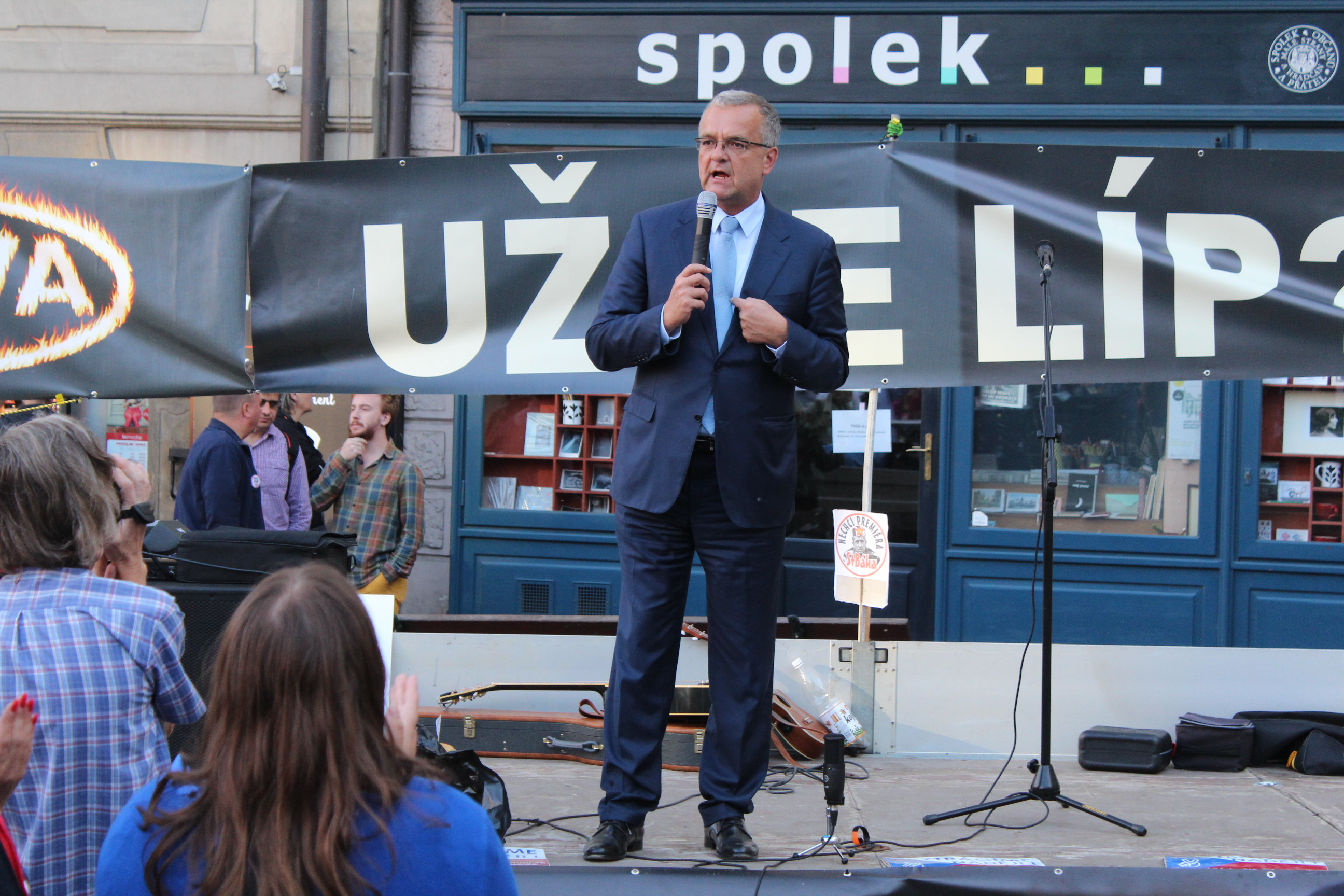
Miroslav Kalousek na demonstraci proti vládě Andreje Babiše, 2018

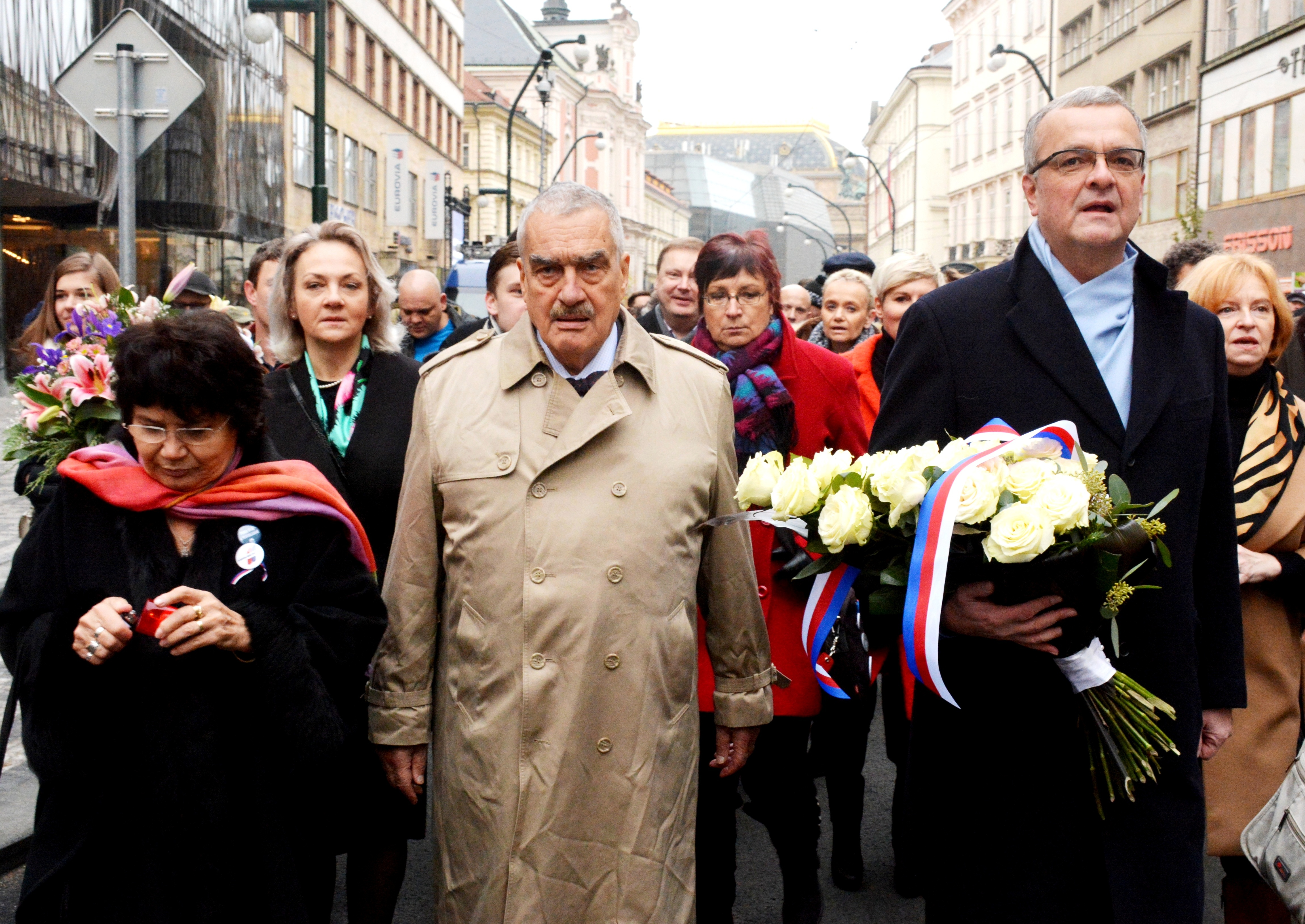
Miroslav Kalousek a Karel Schwarzenberg při pietním aktu k výročí Sametové revoluce, 2019

V pondělí 13. února 2017 uvedl, že předpokládá ve sněmovních volbách v říjnu 2017 zisk více než 10 % hlasů pro TOP 09 a v případě neúspěchu strany ve volbách by už nekandidoval na jejího předsedu. Do voleb šel z pozice lídra TOP 09 ve Středočeském kraji. Strana jen těsně překročila 5% hranici potřebnou pro vstup do Poslanecké sněmovny, sám Miroslav Kalousek získal 8 018 preferenčních hlasů a mandát poslance obhájil. Dne 24. října 2017 pak oznámil, že na listopadovém sjezdu strany už nebude kandidovat na post předsedy TOP 09. Dne 31. října 2017 byl zvolen předsedou samostatného Poslaneckého klubu TOP 09. Na konci listopadu 2017 jej ve funkci předsedy strany nahradil Jiří Pospíšil.
V pořadu Otázky Václava Moravce 12. července 2020 uvedl, že ve sněmovních volbách v roce 2021 nehodlá kandidovat. Poslaneckého mandátu se vzdal 19. ledna 2021 s tím, že následující schůze poslanecké sněmovny budou probíhat jako součást kampaně před volbami, kterých se již nebude účastnit. Ve sněmovně jej nahradil starosta Roztok a radní Středočeského kraje pro kulturu Jan Jakob. Po oznámení rezignace na poslanecký mandát – po 22 letech kariéry poslance – odměnili Miroslava Kalouska přítomní poslanci napříč politickým spektrem potleskem vestoje.

### Po odchodu z politiky
Miroslav Kalousek po odchodu z aktivní politiky působil jako konzultant politiků TOP 09, ODS a KDU-ČSL. Pracoval rovněž jako konzultant v oblasti vědeckého výzkumu.
V březnu 2021 oznámil vznik pravidelného pořadu Hovory Kalousek Soukup na TV Barrandov. S ředitelem a majitelem TV Barrandov Jaromírem Soukupem v tomto pořadu komentuje aktuální politické dění. Pořad Hovory Kalousek Soukup na Barrandově obsadil vysílací čas dříve věnovaný pořadu Týden s prezidentem, ve kterém aktuální politická témata komentoval Miloš Zeman. První díl Hovorů Kalousek Soukup byl vysílán 18. března 2021. Od března 2021 má Miroslav Kalousek pořad rovněž na Reflexu, s názvem Reflexe Kalouska a Stoniše. V lednu 2022 vláda Petra Fialy schválila Kalouskovu nominaci do správní rady Všeobecné zdravotní pojišťovny.
Dne 1. října 2024 vystoupil z TOP 09, krok zdůvodnil odlišnými názory. Zároveň uvedl, že přemýšlí o vzniku nové strany, blíže se k tomu ale nevyjádřil. V lednu 2025 pak ale uvedl, že se neplánuje vracet do vrcholné politiky, a to kvůli poměrně vážným osobním důvodům.

## Ocenění

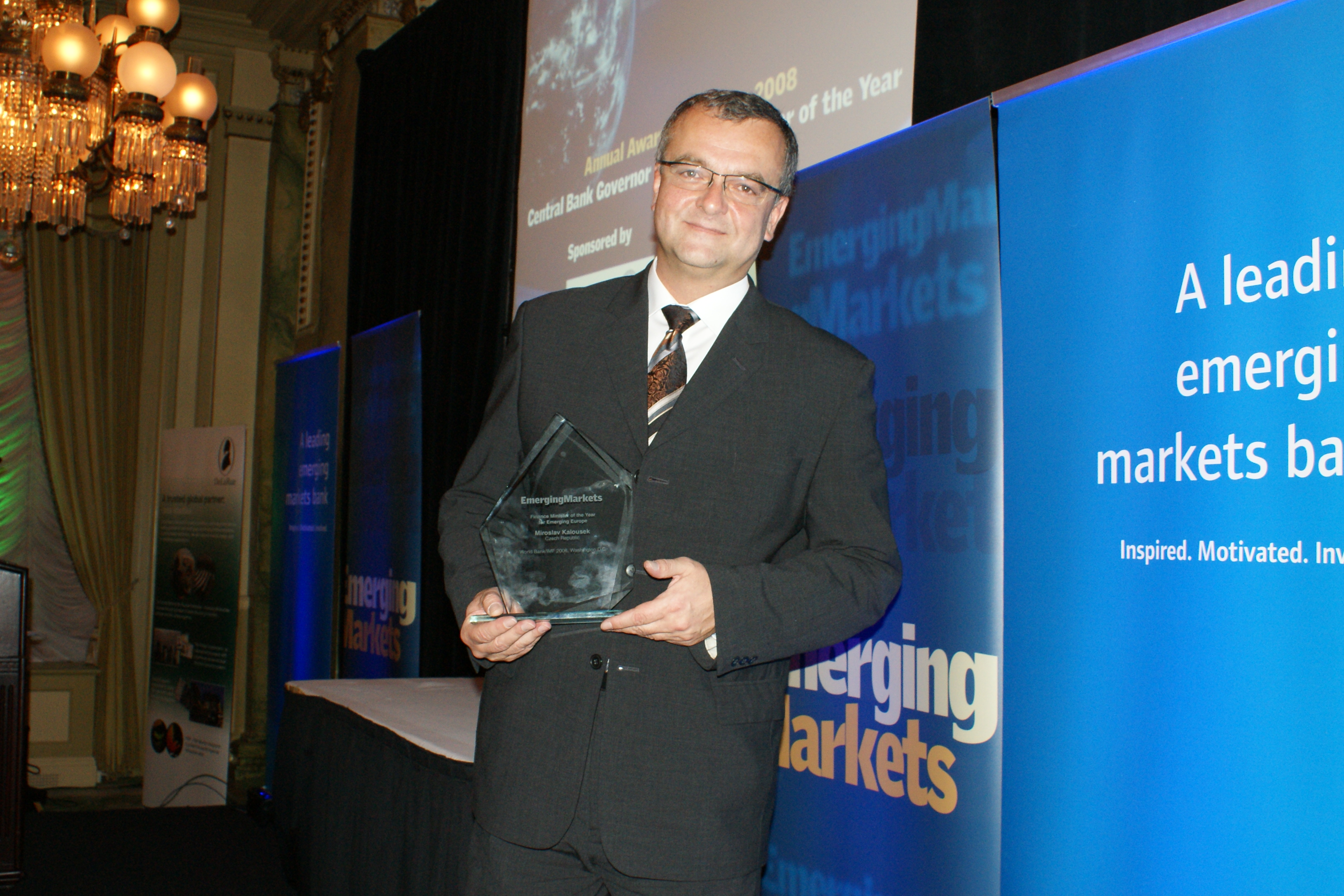
Miroslav Kalousek vyhlášen ministrem financí roku 2008 pro oblast rozvíjejících se trhů

V roce 2008 Kalouska mezinárodní časopis Emerging Markets vyhlásil „ministrem financí roku 2008 pro oblast rozvíjejících se evropských ekonomik“. Emerging Markets každý rok vyhodnocuje vývoj veřejných financí v zemích rozvíjejících se evropských ekonomik a v rozvojových zemích. Hodnotí prosazování reforem vedoucích ke stabilitě a udržitelnosti veřejných rozpočtů. Ceny se udělují na základě hlasování analytiků, bankéřů, zástupců finančních institucí a jiných expertů.
Stejné ocenění bylo Miroslavu Kalouskovi uděleno časopisem Emerging Markets podruhé v roce 2011, kdy byl vyhlášen „ministrem financí roku 2011 pro oblast rozvíjejících se evropských ekonomik“.
V žebříčku ministrů financí Evropské unie podle deníku Financial Times pro rok 2012 získal Miroslav Kalousek dělené první místo, pokud jde o kredibilitu neboli důvěryhodnost. V celkovém hodnocení obsadil 11. místo, v roce 2011 skončil osmý.
V březnu roku 2020 rozhodlo zastupitelstvo města Kasejovice o udělení čestného občanství. Čestné občanství mu bylo uděleno za zásluhy o rozvoj obce a předáno dne 6. května 2022.

## Rodinný život
Rodinnému životu Miroslava Kalouska je věnována publicita jen občasně. Jeho manželkou byla Radka Kalousková rozená Kašáková, inženýrka chemie, asistentka v Ústavu polymerů Vysoké školy chemicko-technologické v Praze. Seznámila se s ním v roce 1984 jako s profesním kolegou a řadovým členem Československé strany lidové (téhož roku Kalousek do strany vstoupil).
V roce 2002 MF Dnes při prověřování majetkových poměrů politiků zjistila, že aniž by si půjčoval peníze v bance, investoval celkem přes tři miliony korun do stavby rodinného domu v Bechyni za 2,3 milionu korun a odkoupení třípokojového bytu v panelovém domě v Praze za 752 000 korun; do té doby užívala jeho rodina luxusní dvousetmetrový půdní byt v Praze-Veleslavíně, pronajatý od Lubomíra Kašáka údajně za třikrát nižší nájemné, než by bylo tržní. MF Dnes došla k závěru, že sponzorem Kalouskovy předvolební kampaně v roce 1998 i veleslavínského bytu je Kalouskův švagr Lubomír Kašák, majitel stavební firmy IDOS Praha, profitující mimo jiné z veřejných zakázek v Příbrami. Ve firmě má 5% podíl i Radka Kalousková. Příbramským starostou v době získání zakázek byl člen celostátního vedení KDU-ČSL a Kalouskův přítel Josef Vacek. Radka Kalousková získala veleslavínský byt výměnou za směnku v hodnotě 6,5 milionu korun, kterou v její prospěch vystavil v roce 1999 její bratr Lubomír Kašák po dohodě s otcem a v rámci vyrovnání mezi sourozenci. Lubomír byl v roce 2002 zavražděn, údajně svým společníkem Zdeňkem Němcem, který se po činu zastřelil. K darovací dani přiznala Radka Kalousková směnku až po letech, když se o daňový únik na základě anonymního podnětu začala zajímat policie.
V září 2011 Miroslav Kalousek zmínil, že má zhruba 20letého syna. Podle rozhovoru zveřejněného v Aha! si své soukromí chrání a o manželce, synovi a dceři téměř nemluví. V únoru 2012 se manželé Kalouskovi rozvedli.

## Kritika a kontroverze

### Vztahy s veřejností
Dne 21. září 2011 Kalousek na Malostranském náměstí v Praze profackoval, dle jeho slov, čtyřmi fackami mladíka, který mu údajně vulgárně nadával „k..o zlodějská“. Kalousek uvedl, že dotyčný byl ve věku okolo 20 let, zhruba jako jeho vlastní syn. V návaznosti dodal, že facka je pedagogický instrument. Předseda vlády Petr Nečas postup zhodnotil slovy, že Kalousek rozhodně neaspiruje na titul pedagoga roku. Později bulvár získal kamerový záznam z incidentu; zachycuje jediný políček. Záležitostí se zabývala policie, vyhodnotila však incident jako přestupek. Kalousek byl potrestán pokutou ve výši 1000 Kč.[chybí lepší zdroj] V červenci 2012 zveřejnil poslanec Petr Skokan vulgární obsah telefonního rozhovoru, který s ním v září 2011 Kalousek vedl v souvislosti se zveřejněním tohoto incidentu.
Dne 7. června 2012 dostal Kalousek na demonstraci proti vládě ránu do hlavy, lidé na něj plivali a křičeli: „Demisi!“.
V roce 2013 ministr financí Kalousek poskytl rozhovory opilý, později se za to omluvil.

### Odpouštění pokut a ponechání dotací
Audit NKÚ zjistil, že Kalouskem vedené Ministerstvo financí ČR z 34,5 miliard pokut za zneužité dotace odpustilo 31,1 miliard korun. Zneužité dotace se v mnoha případech nemusely vracet. Podle viceprezidenta NKÚ Miloslava Kaly bylo na libovůli Kalouska, komu se promíjelo. Vracet mnohamilionové zneužité dotace nemusel například poslanec Petr Wolf, který jako přeběhlík z ČSSD podpořil vládu Mirka Topolánka. V červnu 2011 prezident českého Aeroklubu Vlastimil Dvořák na dotaz novinářů, jak chce Aeroklub České republiky uhradit zneužité dotace, které úřady chtějí vrátit, odpověděl, že je kamarádem ministra financí Kalouska, a proto se nic platit nebude.
V roce 2003 získal Karel Schwarzenberg dotaci na obnovu dvou rybníků ve výši 4,5 milionu korun. Později finanční úřad nařídil vrácení dotace, protože nebyl dodržen termín kolaudace, ale ministerstvo financí pod vedením Kalouska vrácení dotace prominulo. V době, kdy ministerstvo financí prominulo Schwarzenbergovi vrácení 4,5milionové dotace, Kalousek i Schwarzenberg byli oba ministři ve vládě Mirka Topolánka.

### Výběrová řízení
V roce 1993, kdy se Kalousek stal ekonomickým náměstkem na Ministerstvu obrany ČR, si Armáda ČR objednala od ministerstva padáky pro dopravu skupin hloubkového průzkumu a seskoků. Ze dvou firem ve výběrovém řízení vyhrála firma Anex-Cirus Jiřího Andrlíka, která měla dodat padáky s názvem VTP-100. Průběh zkoušek dodaných prototypů nebyl zveřejněn. Na některé členy zkušební komise měl být vyvíjen nátlak, aby svá stanoviska ke zkouškám odvolali a padák doporučili. Armáda s touto firmou podepsala smlouvu na 2310 kusů i přesto, že společnost ještě právně neexistovala a nikdy žádné padáky nevyráběla. Smlouva také byla napsaná tak nevýhodně, že ji nelze vypovědět. Kalousek nákup padáků armádě doporučil (o výhradách k jejich kvalitě podle svých slov nevěděl), ale na žádné ze smluv s Anex-Cirus není jeho podpis. Odborníci Paraclubu tvrdí, že VTP-100 měl příliš funkcí, jež si vzájemně odporovaly. Přesto byla padáková souprava VTP-100 v roce 1996 zavedena do výzbroje Armády České republiky. V roce 1997 došlo ke smrtelné nehodě na VTP-100, při které zahynul vojín Roman Prinich. Ačkoli náčelník generálního štábu Jiří Nekvasil ihned po nehodě vyzval Kalouska k zastavení plateb firmě Anex-Cirus až do vyšetření úmrtí, vyplatilo ministerstvo firmě 27 milionů korun navzdory existujícímu podezření, že padáky nesplňují bezpečnostní ani technické normy. Soud nakonec nařídil ministerstvu odebrat dalších 300 padáků. Celkových 730 padáků za 110 milionů korun již nebylo použito a v roce 2011 jim skončila životnost.
Plánovaná modernizace 353 tanků T-72 v hodnotě 13 miliard korun, které byly již určeny k vyřazení, vyvolala kontroverzi, jelikož skupina expertů se jednoznačně shodla na francouzské společnosti Sagem. Kalouskem jmenovaná ministerská komise se také shodla na společnosti Sagem, ovšem hned poté byli dva porotci vyměněni za jiné. V následujícím hlasování zvítězila opět společnost Sagem. Toto hlasování bylo prohlášeno za předběžné a o týden později zvítězila zcela nečekaně italská společnost Officine Galileo, která v posudcích skončila na posledním pátém místě. Tyto skutečnosti přiměly vládu odebrat ministerstvu obrany možnost rozhodovat o strategicky významných zakázkách. Po modernizaci přetrvávaly problémy s řízením palby. M. Kalousek se snažil prosadit usnesení, které by znesnadnilo porovnávací zkoušky modernizovaných tanků. Modernizace stála 4 miliardy korun a modernizováno bylo jen 30 strojů.
Pochybnosti vyvolala zakázka na štábní informační systém. Výběrový konkurz vyhrála firma Unisys, ale Kalousek konkurz zrušil. Při druhém řízení zvítězila opět firma Unisys. Přesto Kalousek označil společnost EDS za výhodnější a dostala zakázku. Představitelé Unisys byli údajně zastrašováni a kontaktovali policii. Pracovník EDS Jan Březovský v roce 1998 prohlásil, že EDS byla nucena dát Kalouskovým lidovcům provizi 50 miliónů korun. Kontrakt v ceně zhruba jedné miliardy korun byl dokončen v roce 2002, ovšem i tak systém stále nenaplňoval požadavky.
Novinář Karel Hvížďala o M. Kalouskovi v červenci 2014 prohlásil: Prsty měl skoro ve všech sporných zakázkách: v nákupu 1160 padáků VTP 100 za 110 milionů, které byly nefunkční (firma, která vyhrála, je nikdy nevyráběla a dokonce ani úředně neexistovala) a na nichž se jeden voják zabil, v zakázce na modernizování tanků T-72 za 13 miliard. Stál za nákupem štábního informačního systému asi za jednu miliardu a za výměnou deseti letadel Mig-29 za jedenáct vrtulníků Sokol, které byly pro záchrannou službu nevýhodné, v hodnotě asi jedné miliardy. Byl spojen s nezdaněním hazardu, jehož roční přiznaný obrat činí asi 100 miliard, s nákupem čtyř letadel CASA za 3,5 miliardy, která jsou údajně předražená o 658 milionů, s prodejem kasáren na Náměstí republiky v Praze, z kterého jsme kvůli špatným smlouvám nezískali v důsledku snad ani korunu, stejně tak jako s medializovanými kauzami Diag Human či gripenů, kde zprostředkovatelé dle expertů rozdali v naší republice na úplatcích asi 400 až 700 milionů korun.
Policejní prezident Petr Lessy v červenci 2012 tvrdil, že mu ministr financí Kalousek několikrát volal, aby ovlivnil vyšetřování nákupu letounů CASA. Podle Lessyho Kalousek řekl, že „budou odstíháni všichni a nebude to trvat dlouho. Bylo to takové obecné konstatování v množném čísle, na adresu lidí, kteří prošetřují kauzu CASA“. Také detektiv vyšetřující nákup letounů CASA obvinil Kalouska z pokusu ovlivnit vyšetřování. Premiér Petr Nečas na to reagoval slovy „Rozhodnutí volat vyšetřovateli poměrně citlivé kauzy, do které pan ministr financí je nějakým způsobem zaangažován, je politicky mimořádně nešťastný krok“.

### Kauza Diag Human
Dokumenty dokládají, že Kalousek jako ministr financí podpořil svého dlouholetého známého Josefa Šťávu, zakladatele společnosti Diag Human, který usiloval o miliardy korun v arbitráži proti státu, jehož zájmy měl Kalousek jako ministr hájit.

### Obvinění Roberta Pelikána
V únoru 2016 obvinil ministra spravedlnosti Roberta Pelikána, že je ruským agentem, když ten souhlasil s propuštěním Libanonce Alího Fajáda, o jehož vydání k trestnímu stíhání žádaly Spojené státy americké. Kalousek prohlásil: „Ministr spravedlnosti je podle mého názoru opravdu aktivní spolupracovník ruských zpravodajských služeb, ale nemůžu to nijak doložit, nebývají na to písemné důkazy. Ale když se někdo tak chová, tak to tak asi bude.“ Pelikán kritiku označil za neopodstatněnou.

### Obvinění Václava Klause
V červnu 2019 prohlásil o bývalém prezidentu České republiky Václavu Klausovi, že byl a je ruským agentem znovu aktivovaným po roce 2010, když ten v zápiscích z plavby kolem Britských ostrovů kritizoval multikulturalismus a údajnou snahu kosmopolitů „co nejvíce zlikvidovat hranice mezi státy a národy“. Klaus následně uvedl, že zvažuje právní kroky včetně podání podnětu na Policii ČR k prověření podezření ze spáchání trestného činu křivého obvinění.

## Dílo
- Naši pastýři 1938–1945: „Svatováclavský seznam katolických kněží“ působících nebo narozených na našem území, kteří byli pronásledováni, totálně nasazeni, zahynuli nebo byli vězněni v koncentračních táborech v době 2. světové války. [Česko]: vlastním nákladem Miroslav Kalousek, ©2017. 223 s. [Vydáno u příležitosti 75. výročí úmrtí brigádního generála otce Metoděje Kubáně (5. 3. 1942 Dachau) a 75. výročí popravení lidického faráře otce Josefa Štemberky (10. 6. 1942 Lidice). Obsahuje též: CROSBY, Donald F. Kaplani na válečném poli: katoličtí kněží ve Druhé světové válce. Z angl. orig. Battlefield Chaplains: Catholic Priests in World War II přeložili Markéta Záleská a David Záleský.][122]